# Wahnbach (Sieg)
Der Wahnbach ist – zusammen mit seinem nordwestlichen Quellbach Miebach – ein 29,7 Kilometer langer, nordöstlicher und rechter Zufluss der Sieg im nordrhein-westfälischen Rhein-Sieg-Kreis in Deutschland.
Der Wahnbach ist ein grobmaterialreicher, silikatischer Mittelgebirgsbach.

## Name
Der Bach wird in den schriftlichen Aufzeichnungen zwischen 1440 und 1602 als Wande bezeichnet. Der Name leitet sich vom germanischen Adjektiv *wanda- „sich hin und her wendend“ ab.

## Geographie

### Verlauf
Der gänzlich im Bergischen Land und Naturpark Bergisches Land verlaufende Wahnbach entspringt mit seinem gleichnamigen, nordöstlichen Quellbach südwestlich von Pfaffenscheid, einer westlichen Ortslage des Wiehler Stadtteils Drabenderhöhe. Seine Quelle liegt an der Grenze vom Rhein-Sieg-Kreis zum Oberbergischen Kreis auf etwa 310 m ü. NHN. Eine seiner Quellen ist der zwölf Meter tiefe, in Naturstein gehauene Brunnen im Gewölbekeller des Museums „Grüne Scheune“ in Drabenderhöhe.
Anfangs fließt der Bach – entlang der Bundesstraße 56 – südwestwärts nach Niedermiebach. Dort mündet aus Richtung Nordwesten von Obermiebach kommend mit dem anderthalb Kilometer langen Miebach, der im Heckberger Wald (Heck) rund 950 Meter östlich des Heckbergs (383,4 m) auf 333 m Höhe entspringt, sein nordwestlicher Quellbach ein. Von dessen Quelle (255 m) bis zur Wahnbachmündung ist der Wahnbach 29,4 Kilometer lang; ohne den Miebach sind es nur 27,9 Kilometer.
Anschließend passiert oder durchfließt der Wahnbach südsüdwestwärts Oberbusch und Wellerscheid, wo rechtsseits der Dichsbach einmündet; kurz darauf fließt auch von rechts kommend der Müchelsbach ein. Dann passiert er die Mucher Ortsteile Oberwahn, Altenhof, Niederhof und Niederwahn, wo rechtsseits der Distelsiefen zufließt. Hiernach erreicht der Bach den Kernort der Gemeinde Much, der größten Ortschaft direkt am Bach. Dort mündet von rechts der Gibbinghauser Bach ein.
Fortan passiert der Wahnbach entlang der Landesstraße 189 die Mucher Ortsteile Loßkittel, Roßbruch, Amtsknechtswahn, Wiese und Bennrath, wonach er nach linksseitigem Einmünden des Altenhegersiefen zwischen Sommerhausen und Kreuzkapelle zum Herrenteich, dem größten Stillgewässer der Gemeinde Much, aufgestaut wird. Danach passiert der Bach Herchenrath und Hillesheim, wonach rechtsseits der Markelsbach einmündet.
Das Landschaftsbild des Wahnbaches am Oberlauf ist von Ackerbau und Viehwirtschaft geprägt.
Hiernach passiert der Wahnbach einige Ortsteile der Gemeinde Neunkirchen-Seelscheid: Stein, wonach links der Steinbonnensiefen einmündet, Scherpemich, Gutmühle, wonach rechtsseits der Schwitzelsbach zufließt, Oberwennerscheid, Hausermühle und Niederwennerscheid, wonach linksseits mit dem Wendbach der längste Wahnbach-Zufluss einmündet; rund 1 km nordwestlich von Gutmühle liegt abseits des Bachs mit Seelscheid der nördliche Hauptort der Gemeinde Neunkirchen-Seelscheid.
Anschließend verlässt der Wahnbach östlich von Bruchhausen nahe seiner Unterquerung der Bundesstraße 507 die Landesstraße 189, wonach er zur etwa 2 km² großen Wahnbachtalsperre aufgestaut wird; rund ein Kilometer östlich seines Einflusses in den Stausee liegt abseits des Bachs mit Neunkirchen der südliche Hauptort der Gemeinde Neunkirchen-Seelscheid. Der Stausee, der zum Beispiel von Lütgesbach, Ingenbach, Birkenbach, Füllenbach, Ziefer Bach und Honderbach gespeist wird, liegt in dort von Wald gesäumten Bachtal, auf dessen unbewaldeten Höhenrücken abseits des Bachs unter anderem Birk, Wolperath, Braschoß, Remschoß, Heisterschoß und Happerschoß liegen.
Nach Durchfließen der Wahnbachtalsperre, wo rechtsseits der Ummigsbach einmündet, fließt der Wahnbach durch Seligenthal (östlicher Ortsteil von Siegburg), um rund zwei Bachkilometer unterhalb der Staumauer kurz nach dem Dorf und dortigem Unterqueren der Landesstraße 316 in den Rhein-Nebenfluss Sieg zu münden. Dabei überwindet das Wasser von der normalen Stauzielhöhe (124,1 m) des Stillgewässers bis zur Wahnbachmündung in die Sieg auf zirka 62 m Höhe noch etwa 60 Meter von seinen insgesamt rund 271 Metern Höhenunterschied.

### Zuflüsse und Einzugsgebiet
Das Einzugsgebiet des Wahnbachs ist 73,523 km² groß.
| Stat. in km | Name                                     | GKZ        | Lage   | Länge in km | EZG in km² | MQ in l/s | Mündung                        | Mündungshöhe in m ü. NHN | Einflussrichtung   |
| ----------- | ---------------------------------------- | ---------- | ------ | ----------- | ---------- | --------- | ------------------------------ | ------------------------ | ------------------ |
| 026,50      | Dichsbach                                | 27274-12   | rechts | 002,1120    | 0000,9990  | 0003,140  | in Wellerscheid                | 23200000                 | von Nordwesten     |
| 025,80      | Sengsiefen                               | 27274-14   | links0 | 001,3020    | 0000,4760  | 0001,860  |                                | 22400000                 |                    |
| 025,40      | Berrensiefen                             | 27274-16   | links0 | 000,9710    | 0000,4750  | 0000,350  |                                | 21800000                 |                    |
| 025,30      | Müchelsbach                              | 27274-2    | rechts | 003,8560    | 0002,1670  | 0001,930  | oberhalb Oberwahn              | 21700000                 | von Nordwesten     |
| 024,70      | Langensiefen                             | 27274-32   | links0 | 000,8400    | 0000,3510  | 0003,380  | unterhalb Oberwahn             | 21000000                 |                    |
| 024,10      | Wolfsieferbach                           | 27274-34   | links0 | 000,8230    | 0000,3000  | 0002,720  | in Niederwahn                  | 20400000                 |                    |
| 023,70      | Distelsiefen                             | 27274-36   | rechts | 001,0710    | 0000,4550  | 0004,580  | bei Niederwahn                 | 20100000                 | von Nordnordwesten |
| 022,10      | Gibbinghausener Bach                     | 27274-4    | rechts | 005,8200    | 0009,1880  | 0093,500  | in Much                        | 19000000                 | von Nordnordwesten |
| 021,50      | Kutzbachsiefen                           | 27274-52   | rechts | 000,9650    | 0000,3620  | 0004,380  | in Much                        | 18800000                 |                    |
| 021,10      | N. N.                                    | 27274-532  | rechts | 000,6230    | 0000,2180  |           | Reichensteiner Mühle           | 18300000                 |                    |
| 020,90      | Stockemssiefen                           | 27274-54   | links0 | 000,8940    | 0000,5080  | 0005,050  |                                | 18200000                 |                    |
| 020,50      | Wahner Siefen                            | 27274-552  | rechts | 000,5490    | 0000,2640  | 0002,400  |                                | 18000000                 |                    |
| 019,40      | Levertssiefen                            | 27274-56   | links0 | 001,0370    | 0000,5580  | 0005,060  | bei Bennrath                   | 17900000                 |                    |
| 019,10      | Altenhegersiefen                         | 27274-58   | links0 | 001,3920    | 0000,5770  | 0005,190  | oberhalb des Herrenteichs      | 17800000                 | von Süden          |
| 018,10      | Sommerhauser Siefen                      | 27274-592  | links0 | 000,1510    | 0000,0140  |           |                                | 17800000                 |                    |
| 015,30      | Markelsbach                              | 27274-6    | rechts | 003,9590    | 0009,0260  | 0023,660  | unterhalb von Hillesheim       | 15700000                 | von Norden         |
| 014,20      | Steinbonnensiefen                        | 27274-72   | links0 | 001,1720    | 0000,6250  | 0004,820  | unterhalb von Stein            | 15100000                 | von Osten          |
| 012,60      | Schwitzelsbach                           | 27274-74   | rechts | 000,6480    | 0000,2270  |           | unterhalb Gutmühle             | 14200000                 | von Nordwesten     |
| 009,20      | Wendbach                                 | 27274-8    | links0 | 007,3360    | 0008,7040  | 0072,080  | oberhalb der Wahnbachtalsperre | 12700000                 | von Nordosten      |
| 008,70      | N. N.                                    | 27274-912  | rechts | 001,6910    | 0000,6650  | 0004,450  | bei Bruchhausen                | 12500000                 |                    |
| 007,70      | Wolkersbacher Siefen                     | 27274-914  | links0 | 001,0620    | 0000,6120  | 0004,350  |                                | 12400000                 |                    |
| 006,90      | Lütgesbach (auch: Lüttgesbach/Alzenbach) | 27274-916  | rechts | 001,3520    | 0000,5750  | 0004,000  | in Wahnbachtalsperre           | 12400000                 | von Nordwesten     |
| 006,70      | Ingenbach                                | 27274-918  | rechts | 001,7490    | 0000,9080  | 0005,860  | in Wahnbachtalsperre           | 12400000                 | von Nordwesten     |
| 005,90      | Heiderbach                               | 27274-92   | rechts | 001,8790    | 0000,9590  | 0005,900  | in Wahnbachtalsperre           | 12400000                 |                    |
| 005,40      | Sieferbach                               | 27274-932  | links0 | 001,3690    | 0000,5120  | 0003,470  | in Wahnbachtalsperre           | 12400000                 |                    |
| 004,90      | Birkenbach                               | 27274-934  | rechts | 001,6320    | 0000,6740  | 0004,200  | in Wahnbachtalsperre           | 12400000                 | von Westnordwesten |
| 004,40      | Krautwiesenbach                          | 27274-936  | links0 | 001,5190    | 0000,4750  | 0003,260  | in Wahnbachtalsperre           | 12400000                 |                    |
| 003,50      | Bleibach                                 | 27274-9372 | rechts | 001,1670    | 0000,4120  | 0002,430  | in Wahnbachtalsperre           | 12400000                 |                    |
| 003,10      | Füllenbach                               | 27274-938  | links0 | 001,9170    | 0000,6960  | 0004,380  | in Wahnbachtalsperre           | 12400000                 | von Osten          |
| 002,90      | Ziefer Bach                              | 27274-94   | links0 | 002,1620    | 0000,8310  | 0004,980  | in Wahnbachtalsperre           | 12400000                 | von Osten          |
| 002,30      | Honderbach                               | 27274-96   | rechts | 002,4090    | 0001,1330  | 0006,960  | in Wahnbachtalsperre           | 12400000                 | von Nordnordwesten |
| 001,60      | Pützmichsiefen                           | 27274-972  | links0 | 001,3610    | 0000,5820  | 0003,200  | oberhalb Seligenthal           | 7900000                  |                    |
| 001,50      | Ummigsbach                               | 27274-98   | rechts | 002,1320    | 0001,2470  | 0005,620  | unterhalb der Ummigsbachbrücke | 7700000                  | von Nordwesten     |
| 000,80      | Stäbach                                  | 27274-992  | links0 | 001,4430    | 0000,6650  | 0003,700  | in Seligenthal                 | 6900000                  |                    |
| 000,60      | N. N.                                    | 27274-994  | links0 | 001,0380    | 0000,3370  | 0002,120  |                                | 6800000                  |                    |

Anmerkungen zur Tabelle
1. ↑  Gewässerkennzahl, in Deutschland die amtliche Fließgewässerkennziffer mit zur besseren Lesbarkeit eingefügtem Trenner hinter dem Präfix, das einheitlich für den allen gemeinsamen Vorfluter Wahnbach steht.
2. 1 2 3 4  Die Gewässerkennzahlen dieser  und der in der Systematik nachgeordneten Bäche haben sich gegenüber dem Gewässerverzeichnis von 2010 geändert.